# Соловьиха (Поставский район)
Соловьиха (белор. Салаўiха) — деревня в Новосёлковском сельсовете Поставского района Витебской области Белоруссии. Население — 2 человека (2019).

## География
Деревня расположена в 26 км от города Поставы и в 15 км от центра сельсовета.

## История
В начале XX века — в Лучайской волости Вилейского уезда Виленской губернии.
В 1905 году — застенок (Петкевича, Ширневича и Яцино), 14 жителей, 125 десятин земли.
В результате советско-польской войны 1919—1921 гг. деревня оказалась в составе Срединной Литвы.
С 1922 года — в составе Лучайской гмины Дуниловичского повета Виленского воеводства Польши (II Речь Посполитая).
В 1923 году — 9 дворов, 50 жителей.
В сентябре 1939 года деревня была присоединена к БССР силами Белорусского фронта РККА.
С 15 января 1940 года — в Лучайском сельсовете Поставского района. Вилейской области БССР.
В 1947 году — 15 хозяйств.
С 20 января 1960 года — в Поставском районе.
В 1964 году — в Воропаевском поселковом совете, 13 дворов, 48 жителей.
С 27 декабря 1985 года — в Юньковском сельсовете.
С 27 сентября 1991 года — в Лукашовском сельсовете.
С 24 августа 1992 года — в Новосёлковском сельсовете.
В 2001 году — 5 дворов, 9 жителей, в колхозе имени Суворова.